# روبرت جي. مور
روبرت جي. مور هو سياسي أمريكي، (ولد في نافاسوتا في الولايات المتحدة 1844  م). نشط حزبياً في الحزب الجمهوري. وقد انتخب عضو مجلس نواب تكساس ‏.